# Мерилін Ворінґ
Мерилін Джой Ворінґ (нар. 7 жовтня 1952) — новозеландська екофеміністська науковиця, політична діячка та ективістка. Науковиця з питань публічної політики Нової Зеландії, консультантка з міжнародного розвитку, головна засновниця феміністської економіки. Авторка книги «Якби жінок враховували» (1888), в якій критикує ВВП як показник прогресу та викриває знецінену неоплачувану роботу жінок як основу державних економік.

## Життєпис
Мерилін Ворінґ виросла в Таупірі, де її батьки мали м'ясний цех. Її прадід Гаррі (Артур Генрі) Ворінґ емігрував до Нової Зеландії з Гоупсей в Герефордширі (Англія) в 1881 році і заснував у Таупірі сімейний м'ясний бізнес. У 1927 році Гаррі Ворінґ безуспішно балотувався на виборах до парламенту в регланському місці від Партії реформ, попередниці Національної партії. У юності Ворінґ мала талант сопрано, батьки сподівалися, що вона стане оперною співачкою. У 1973 році Ворінґ здобула ступінь бакалаврки політології та міжнародної політики в університеті королеви Вікторії Веллінґтона.
Ворінґ публічно говорить про права геїв та лесбійок, останнім часом на підтримку одностатевих шлюбів. У 1976 році бульварна газета New Zealand Truth зробила аутинг її лесбійства. Початкову заборону на публікацію історії, організованої Джимом Маклеєм, було скасовано. Сильна ідентифікація Ворінґ за вибір та фемінізм затьмарили її лесбійство. З тих пір, як у 1984 році вона покинула парламент, Ворінґ більш відкрито визнавала свою орієнтацію.
Починаючи з 1984 року, між академічними та активістськими заходами Ворінґ розводила ангорських кіз і сухий запас на своїй фермі на пагорбах на північ від Окленда. Її досвід життя на фермі, міжнародні питання, політика Нової Зеландії, феміністичні проблеми та впливові жінки записані в «Житті кози: Писання 1984—2000». Її популярні колонки «Листи до моїх сестер» з 1984 по 1989 відображають її світогляд. Ворінґ організувала своє господарство для максимальної простоти та самодостатності. У 2003 році Ворінґ відмовився від кіз.
Написала автобіографію «Політичні роки».

## Кар'єра
З 2005 по 2009 рік Ворінґ була членом правління Резервного банку Нової Зеландії. Була консультанткою та членом правління таких міжнародних організацій, як Секретаріат Співдружності, Секретаріат Тихоокеанського співтовариства (SPC), Програма розвитку Організації Об'єднаних Націй, Місія регіональної допомоги Соломоновим Островам (RAMSI), Центр дослідження міжнародного розвитку (Оттава, Канада) та Асоціація прав жінок у розвитку.

### Політична діячка
Ще студенткою Університету Вікторії Ворінґ приєдналася до Національної партії, оскільки підтримувала опозиційного національного депутата Венна Янґа, який вніс до парламенту законопроєкт про реформу законодавства про гомосексуальність; проти цього виступив Норман Кірк, прем'єр-міністр Лейбористської партії.
На загальних виборах 1975 року, у 23 роки, Ворінґ стала наймолодшою депутатом Нової Зеландії, від Національної партії Нової Зеландії регіону Реглан на північ і південь від Гамільтона. У 1978 році виборчий округ було скасовано: її рідне місто Гантлі і Нгарувахіа тепер входили в електорат Рангірірі, а Реглан — в електорат Вайкато. Ворінґ перейшла до електорату Вайпа. Після призначення численно конфліктувала з прем'єр-міністром Робертом Малдуном.
В парламенті очолювала Комітет з державних витрат, була старшою урядовою членом Комітету з закордонних справ, а також Комітету з роззброєння та контролю озброєнь. Також Ворінґ входила до Вибіркового комітету з насильницьких злочинів, особливо цікавлячись Aroha Trust, створеним жінками Black Power. Вона була спостерігачкою від Нової Зеландії в Комісії ООН зі статусу жінок, а в 1978 році очолювала делегацію Нової Зеландії на Конференції ОЕСР з питань ролі жінок в економіці.
Ворінґ не погоджувалася з політикою Національної партії щодо питання без'ядерної Нової Зеландії, і 14 червня 1984 року повідомила керівництву, що голосуватиме незалежно з питань ядерної зброї, роззброєння та зґвалтувань. Її підтримка запропонованої опозиційною Лейбористською партією без'ядерної політики Нової Зеландії сприяла прискоренню загальних виборів у Новій Зеландії 1984 року. Згодом новий лейбористський уряд ухвалив без'ядерне законодавство Нової Зеландії.
Очолювала роботу з міжнародної допомоги та була консультанткою ПРООН та інших міжнародних організацій. Зокрема, очолила команду з ґендерних питань та управління для регіональної місії допомоги Соломоновим Островам. Також очолювала найбільший проєкт ПРООН в Азійсько-Тихоокеанському регіоні з Ініціативи управління ґендерною та економічною політикою, команди Секретаріату Співдружності з питань неоплачуваної праці та ВІЛ/СНІДу та соціального захисту. Ворінґ була технічною експерткою з ґендерної проблематики та бідності як в ПРООН, так і в AUSAid.
У 1984 покинула парламент та перейшла до науки.
Джим Трау з бібліотеки Олександра Тернбулла запитав, чи можуть вони заархівувати документи Ворінґ; папери депутатів не архівуються (тільки міністрів), «але її колекція була б іншою»; було близько 400 коробок.

### Науковиця
У 1984 році Ворінґ залишила політику і повернулася до наукових кіл, де зосередила дослідження на феміністській економіці, добробуті, правах людини та економічних факторах, які впливають на законодавство та допомогу.
В 1989 році Ворінґ здобула ступінь доктора філософії з політичної економії. З 2006 року вона є професоркою публічної політики в Інституті публічної політики при AUT в Окленді, зосереджена на врядуванні та державній політиці, політичній економії, ґендерному аналізі та правах людини.
Мерилін Ворінґ відверто критикувала концепцію валового внутрішнього продукту, який став основою Системи національних рахунків ООН (UNSNA) після Другої світової війни. Вона критикує систему, яка «враховує розливи нафти та війни як чинники економічного зростання, тоді як виховання дітей і ведення домашнього господарства вважаються безкоштовними». Її робота вплинула на науковців, урядовий облік у ряді країн і політику ООН. З 2021 року член Ради ВООЗ з економіки здоров'я для всіх.

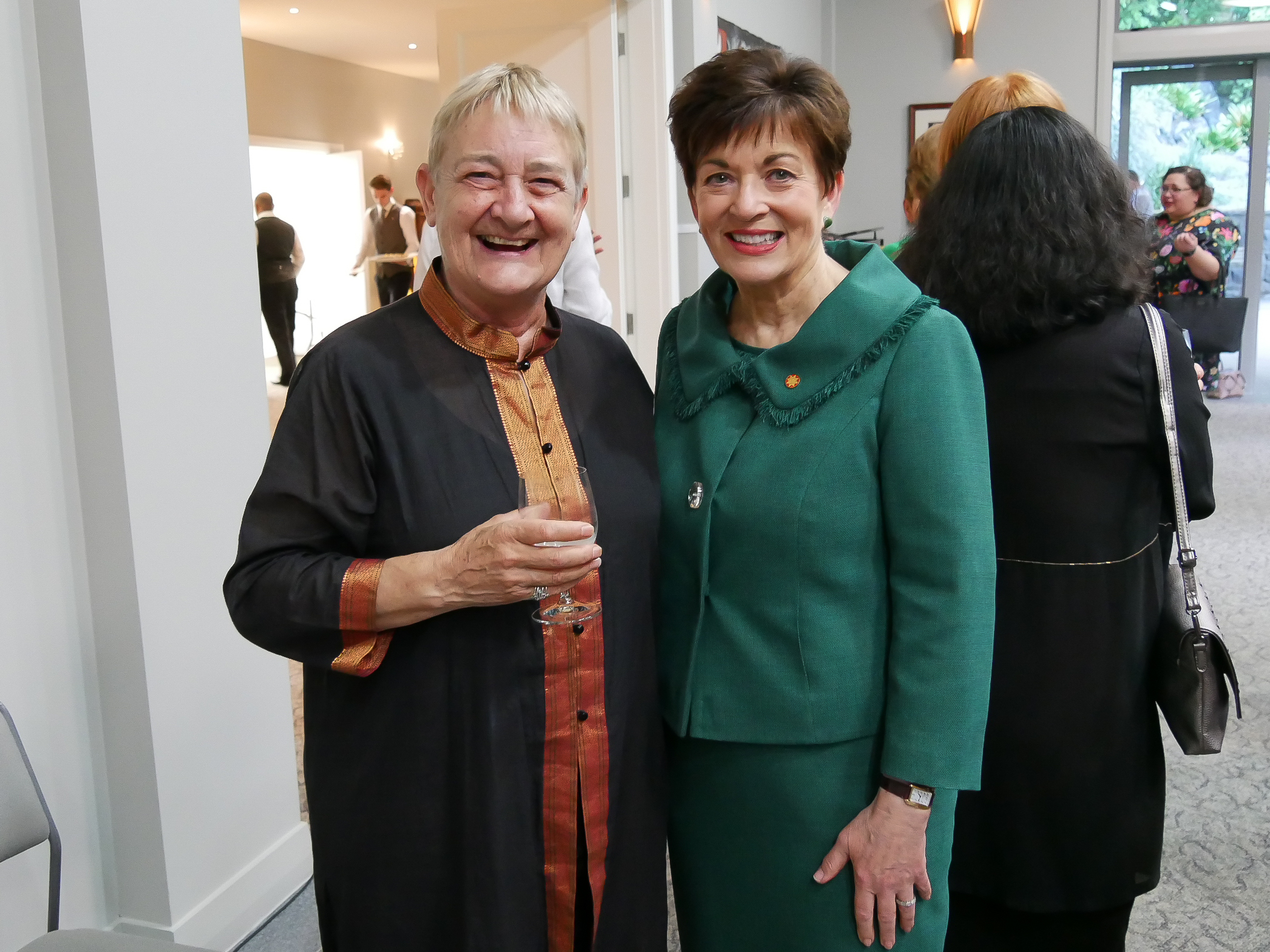
Мерилін Ворінґ з генерал-губернаторкою Патсі Редді, листопад 2020 року

### Наукова робота
У 1988 році вона опублікувала дослідження «Якби жінки враховувалися» (спочатку зі вступом Глорії Стайнем, також під назвою «Розрахунок для нічого»), де критикувала використання ВВП як сурогату «прогресу» і доводила, що недостатня оцінка жінок і природи є причиною прийняття глобалізаційних рішень, які мають ненавмисні, але жахливі наслідки для світу.
За словами Джулі А. Нельсон,
«Робота Мерілін Ворінґ розбудила людей. Вона показала, як саме неоплачувану роботу, традиційно виконувану жінками, зробили невидимою в національних системах бухгалтерського обліку, і якої це завдає шкоди. Її книга […] заохочувала та вплинула на широкий спектр робіт щодо способів, як чисельних, так і інших, цінувати, зберігати та винагороджувати роботу турботи, яка підтримує наше життя. Вказуючи на подібне нехтування природним середовищем, вона також закликала до проблем екологічної стійкості, які з часом стають лише більш актуальними. За останні десятиліття поле феміністичної економіки розширилося, щоб охопити ці та інші теми».
Робота Ворінґ вплинула як на академічні кола, так і на політику ООН. If Women Counted «переконувала Організацію Об'єднаних Націй перевизначити валовий внутрішній продукт, надихнула на нові методи обліку в десятках країн і стала основоположним документом дисципліни феміністської економіки». Ворінґ продовжує закликати уряди прийняти її роботу, навіть незважаючи на те, що деякі країни, такі як Шотландія, Нова Зеландія, Австралія, Канада та Південна Корея, визнали неоплачувану роботу та покращили збір даних і статистику для формування політики.
У 1989 році Ворінґ здобула ступінь доктора філософії у політичній економії з Університету Вайкато з дисертацією про систему національних рахунків ООН і в 1990 році отримала грант дослідницької ради Університету Вайкато.
У період з 1991 по 1994 роки Ворінґ працювала старшою викладачкою з державної політики та політики прав людини на кафедрі політики Університету Вайкато, Нова Зеландія.
У травні 2006 року Ворінґ призначена професоркою публічної політики в Інституті публічної політики (IPP) при AUT. Її дослідження зосереджувалися на врядуванні та державній політиці, політичній економії, ґендерному аналізі та правах людини.
Вона була однією з 16 видатних інтелектуалів та інтелектуалок, запрошених до створення французького видання про права людини в усьому світі в 2007 році, разом із Кеном Лоучем, Мод Барлоу, Волденом Белло та Сьюзен Джордж.
У 2014 році опублікована антологія «Розраховуючи на Мерилін Ворінг: нові досягнення в феміністській економіці» під редакцією Маргунна Бьорнхольта та Айлзи Маккей. Згідно з Choice: Current Reviews for Academic Libraries, у книзі досліджується «широкий спектр питань, включаючи фундаментальне значення економічного зростання та активності до споживання, охорони здоров'я, смертності, неоплачуваної роботи по дому, материнства, освіти, харчування, рівності та стійкість» і розкриває «широту, глибину та зміст, які можуть вирости з інноваційних ідей та критичного аналізу». Даян Елсон стверджує, що «попри багато доблесних зусиль, жінки ще не беруть реального значення при проведенні економічної політики. Ця книга є творчим внеском у поточну боротьбу».
За даними Wired,
«Мерілін Ворінґ надзвичайно чітко мислить про катастрофічні наслідки використання таких показників, як ВВП, як сурогату „прогресу“ або „благополуччя“ в країні. Вона також проаналізувала, наскільки економіка в тому вигляді, в якому вона зараз практикується як „наука“, є радикально неповноцінною. Ми повинні усвідомити, що ми не можемо вирішувати проблеми охорони здоров'я, екології, продовольчої безпеки, демократії та прав жінок окремо; їх слід розглядати як сукупність взаємопов'язаних питань, і кожен, хто хоче змінити стан людини, повинен звернути увагу на всі ці фактори».
Ворінґ із Нгахуя Те Авекотуку внесли твір «Іноземці на нашій власній землі» до антології 1984 року «Сестринство глобальне: антологія міжнародного жіночого руху» під редакцією Робін Морган.

## Нагороди
- У новорічних нагородах 2020 року Ворінґ була призначена дамою-компаньйонкою Новозеландського ордена «За заслуги» за заслуги перед жінками та економіку[45].
- 2019 увійшла до 100 жінок BBC[46].
- 2018: у Top 200 Award for Visionary Leader Deloitte[47].
- Економічна премія Новозеландського інституту економічних досліджень (NZIER) 2014 року — для визнання та винагороди за конкретний внесок у галузі прикладної економіки, економічного поширення та формування економічної політики, що впливає на Нову Зеландію[48].
- 2013: Інавгураційна премія Westpac/Fairfax New Zealand Women of Influence Awards — переможиця у категорії «Наука та інновації»[49].
- Премія Amnesty International Нової Зеландії «Захисник прав людини» 2013 року[50].
- 2011: доктор літературних наук honoris causa, Каледонський університет Глазго, за «видатний міжнародний внесок у розуміння фемінізму та жіночих прав людини»[51].
- 2008: кавалерка Новозеландського ордена «За заслуги» за її «заслуги перед жінками та економікою»[52].
- 2000: Коледж медсестер (Аотеароа) оголошує щорічну премію за аспірантуру під назвою «Стипендія Мерілін Воринг».
- 1995: День Хіросіми: Спеціальна нагорода Новозеландського фонду вивчення миру за миротворчість.
- Медаль сторіччя виборчого права 1993 року.
- Пам'ятна медаль 1990 року.
- Срібна ювілейна медаль королеви Єлизавети II 1977 року.

Робота Ворінґ відображена у фільмі 1995 року режисера Терре Неша, спродюсованого Національною радою з питань кіно Канади, «Хто рахує? Мерилін Ворінґ про секс, брехню та глобальну економіку».
У 2012 році вона була включена Wired Magazine до списку «50 людей, які змінять світ».
У 2014 році опублікована антологія «Розрахунок на Мерілін Ворінґ: нові досягнення в феміністській економіці» під редакцією Маргунн Бьорнхольт та Айлзи Маккей та за участі групи вчених про досягнення в галузі з моменту публікації «Якби жінки рахувалися».
Робота Ворінґ обговорюється в книзі Мелінди Гейтс 2019 року «Момент підйому: як розширення прав і можливостей жінок змінює світ»; колишній президент Барак Обама знявся в комедійному скетчі з метою популяризації книги.
«Герой робочого класу» (кавер Джона Леннона) ч/б Couldn't Get It Right (кавер Climax Blues Band) (1980).

## Вибрані твори
- Ворінґ, Мерилін. Жінки, політика та влада: есе, Unwin Paperbacks-Port Nicholson Press (1984). Проблеми жінок у парламенті, апартеїд та спорт Нової Зеландії, Без'ядерна Нова Зеландія. ISBN 0-86861-562-5
- Ворінґ, Мерилін. Якщо жінки враховуються: нова феміністська економіка, Harper & Row (1988), кілька разів перевидана Macmillan, Allen & Unwin та University of Toronto Press під оригінальною назвою та як Counting for Nothing.
- Ворінґ, Мерилін. Три маскаради: Нариси про рівність, працю та права людини, Окленд: Видавництво Оклендського університету з книгами Бріджит Вільямс (1996)ISBN 0-8020-8076-6. «Три маскаради» містять посилання на роки роботи Ворінґ у парламенті, які вона описує як «досвід фальшивої рівності». У ньому також розглядається її досвід у сільському господарстві та сфері розвитку, де вона «щодня стикалася з пародією виключення неоплачуваної роботи жінок з процесу формування політики».
- Ворінґ, Мерилін. За життя кози: Писання 1984—2000, Bridget Williams Books (квітень 2004)ISBN 1-877242-09-8
- Ворінґ, Мерилін. Управління Хаосом: Баланс між роботою і життям у Новій Зеландії, Dunmore Publishing (2007). ISBN 9781877399282
- Ворінґ, Мерилін. 1 Way 2 °C the World: Writings 1984—2006, University of Toronto Press (2011).
- Аніт Н Мукерджі, Мерилін Ворінґ, Міна Шівдас, Роберт Карр. Хто піклується?: Економіка гідності, Секретаріат Співдружності (2011).ISBN 978-1-84929-019-7.
- Ворінґ, Мерилін і Керінс, Кейт. Thesis Survivor Stories, Exisle Publishing (2011). Практичні поради щодо підготовки кандидатської чи магістерської дисертації. ISBN 978-0-9582997-2-5.
- Аніт Н Мукерджі, Елізабет Рід, Мерилін Ворінґ, Міна Шівдас. Випереджаючий соціальний захист: Заява про гідність і права, Секретаріат Співдружності (2013). ISBN 978-1-84929-095-1.
- Ворінґ, Мерилін. Все ще важливе: благополуччя, жіноча праця та формування політики. Книги Бріджит Вільямс (2019), ISBN 9781988545530.
- Ворінґ, Мерилін. Мерилін Уорінг: Політичні роки. Книги Бріджит Вільямс (2019). ISBN 978-1-98854-593-6.